# تيس أموريم
تيس أموريم (بالبرتغالية: Tess Amorim‏) هي ممثلة برازيلية، ولدت في 12 يوليو 1994 بساو باولو في البرازيل.

## وصلات خارجية
- تيس أموريم على موقع IMDb (الإنجليزية)
- تيس أموريم على موقع ألو سيني (الفرنسية)
- تيس أموريم على موقع قاعدة بيانات الفيلم (الإنجليزية)
- تيس أموريم على موقع كينوبويسك (الروسية)